# Coppa delle Nazioni Juniors UCI 2011
La Coppa delle Nazioni Juniors UCI 2011 fu la quarta edizione della competizione organizzata dalla Unione Ciclistica Internazionale, riservata agli atleti di meno di 19 anni. Comprendeva nove gare ed era riservata alle squadre nazionali.

## Calendario
| Data         | Gara                              | Vincitore                | Vincitore (Nazioni) | Leader (Nazioni) |
| ------------ | --------------------------------- | ------------------------ | ------------------- | ---------------- |
| 10 aprile    | Parigi-Roubaix Juniors            | Florian Sénéchal         | Francia             | Francia          |
| 22-24 aprile | Kroz Istru                        | Aleksey Rybalkin         | Slovenia            | Francia          |
| 4-8 maggio   | Course de la Paix Juniors         | Magnus Cort Nielsen      | Francia             | Francia          |
| 9-10 luglio  | Grand Prix Général Patton         | Adrien Legros            | Francia             | Francia          |
| 19-24 luglio | Tour de l'Abitibi                 | James Oram               | Stati Uniti         | Francia          |
| 11-14 agosto | Trofeo Karlsberg                  | Pierre-Henri Lecuisinier | Danimarca           | Francia          |
| 20-21 agosto | Grand Prix Denmark                | Ivar Slik                | Paesi Bassi         | Francia          |
| 20 settembre | Campionati del mondo a cronometro | Mads Würtz Schmidt       | Danimarca           | Francia          |
| 24 settembre | Campionati del mondo in linea     | Pierre-Henri Lecuisinier | Francia             | Francia          |

## Classifica
Risultati finali.
| Pos. | Nazione       | Punti |
| ---- | ------------- | ----- |
| 1    | Francia       | 388   |
| 2    | Danimarca     | 309   |
| 3    | Paesi Bassi   | 276   |
| 4    | Belgio        | 147   |
| 5    | Slovenia      | 137   |
| 6    | Russia        | 127   |
| 7    | Germania      | 119   |
| 7    | Stati Uniti   | 112   |
| 9    | Italia        | 106   |
| 10   | Nuova Zelanda | 98    |